# 더 위치
《더 위치》(영어: The VVitch)는 2015년 공개된 공포 영화로, 로버트 에거스의 감독 및 각본 데뷔작이다. 2015년 선댄스 영화제에서 처음 공개되었다.

## 줄거리
1630년대 뉴잉글랜드에서 영국인 정착민 윌리엄과 그의 가족(아내 캐서린, 십대 딸 토마신, 사춘기 아들 케일럽, 어린 이란성 쌍둥이 머시와 조나스)은 종교적 분쟁으로 인해 청교도 정착지에서 파문당한다. 그들은 크고 한적한 숲 근처에 농장을 짓고, 캐서린은 다섯째 아이 새뮤얼을 낳는다. 토마신의 보살핌을 받는 동안 새뮤얼은 갑자기 사라진다. 한 마녀가 새뮤얼을 훔쳐 죽여 그의 몸을 옥의 티를 만드는 데 사용했음이 드러난다.
상실감에 시달리던 캐서린은 울고 기도하며 시간을 보낸다. 윌리엄은 케일럽을 데리고 숲으로 사냥을 가고, 케일럽은 세례받지 않은 새뮤얼이 천국에 갔을지 궁금해한다. 이에 윌리엄은 캐서린의 소중한 은잔을 사냥 용품과 비밀리에 교환했다고 털어놓는다. 농장에서 쌍둥이는 가족의 염소 블랙 필립과 노는데, 아이들은 블랙 필립이 자신들에게 말을 한다고 말한다. 캐서린은 토마신이 은잔을 잃어버렸다고 비난하고 새뮤얼의 죽음에 대한 책임도 그녀에게 돌린다. 그날 밤, 아이들은 부모가 굶주림과 토마신을 다른 가족에게 보내 봉사하도록 계획하는 것에 대해 논쟁하는 것을 엿듣는다.
다음날 아침, 토마신과 케일럽은 덫을 확인하기 위해 몰래 숲으로 들어간다. 그들의 개 파울러가 토끼를 쫓고, 케일럽이 뒤쫓는다. 토끼는 그들의 말을 놀라게 하여 토마신을 땅에 넘어뜨려 의식을 잃게 한다. 케일럽은 길을 잃고 파울러의 내장이 적출된 시체를 발견한다. 더 깊이 덤불 속으로 들어가자 그는 마녀가 유혹적인 젊은 여성으로 변장하여 나타나 자신에게 키스하는 오두막집을 발견한다. 토마신은 깨어나 윌리엄의 목소리를 따라 집으로 돌아온다. 캐서린이 케일럽을 숲으로 데려간 것에 대해 토마신을 꾸짖자, 윌리엄은 마지못해 은잔을 팔았다고 인정하며 토마신을 변호한다.
그날 밤, 케일럽은 알몸으로, 정신이 혼미한 채, 신비롭게 병들어 농장으로 돌아온다. 캐서린은 케일럽이 마법에 걸렸다고 말하며 그를 위해 기도한다. 다음날 케일럽은 심한 경련을 일으키고 통째로 사과를 토해낸 후, 그리스도에 대한 사랑을 열정적으로 선언하고 평화롭게 죽는다. 쌍둥이는 토마신이 마법을 부린다고 비난하지만, 토마신은 블랙 필립과의 대화를 이유로 그들을 비난하고, 자신을 쫓아내려는 아버지의 의도를 따져 묻는다. 자식들의 행동에 화가 난 윌리엄은 그들을 모두 염소 우리에 가둔다.
한밤중에 쌍둥이와 토마신은 마녀가 벌거벗은 노파의 모습으로 암염소의 피를 마시는 것을 보고 깨어난다. 마녀는 그들을 향해 웃은 뒤 토마신이 공포에 질려 지켜보는 가운데 쌍둥이를 화면 밖에서 공격한다. 집 안에서 캐서린은 케일럽과 새뮤얼이 돌아온 환각을 본다. 그녀는 새뮤얼을 안고 보살핀다. 실제로는 그녀가 까마귀에게 가슴을 노출했고, 까마귀는 그녀의 몸을 쪼아댄다. 새벽에 윌리엄은 염소 우리가 파괴되고 염소들이 내장이 적출되고, 쌍둥이가 사라지고, 피 묻은 손을 한 의식 없는 토마신을 발견한다. 그녀가 움직이자 블랙 필립이 그를 들이받아 죽인다. 정신이 나간 캐서린은 일어난 모든 일에 대해 토마신을 비난하고 목을 조르려 하여, 토마신은 눈물을 흘리며 나대로 어머니를 정당방위로 죽인다.
이제 혼자가 된 토마신은 염소 우리로 들어가 블랙 필립에게 자신에게 말해달라고 촉구한다. 염소는 사람 목소리로 대답하며 그녀가 원하는 삶을 제안한다. 그녀가 받아들이자 염소는 잘생긴 검은 옷을 입은 남자로 변신하여 그녀에게 옷을 벗고 책에 서명하라고 말한다. 토마신은 염소 형태의 블랙 필립과 함께 벌거벗은 채 숲으로 들어가고, 그곳에서 모닥불 주위에서 마녀들의 안식일을 열고 있는 코벤(coven)을 발견한다. 마녀들은 공중 부양을 시작한다. 토마신은 나무 위로 올라가면서 히스테리컬하게 웃으며 그들과 합류한다.

## 출연

### 주연
- 안야 테일러 조이
- 랠프 아인슨
- 케이트 딕키
- 하비 스크림쇼

### 조연
- 엘리 그레인저
- 루카스 도슨